# Jorge González (contrabajista)
Jorge González (Buenos Aires, Argentina, 23 de febrero de 1935 – ibídem, 7 de diciembre de 2013), apodado cariñosamente El Negro, fue un contrabajista y empresario dedicado al género del jazz.

## Actividad profesional
Integró como contrabajista durante décadas grupos grandes y tríos, por una cuestión generacional, participó de la gestación del jazz vernáculo. En 1955, fundó junto al clarinetista Mauricio Percán, el pianista Michel Barandis y el baterista Raúl Céspedes, los Swing Timers, una formación que, con muchos cambios de integrantes, llegó a ser uno de los conjuntos musicales más antiguos del mundo. Actuaron en  el Teatro General San Martín, Teatro Presidente Alvear y Teatro Regio, librería Clásica y Moderna, Notorius, Tobago y El Gorriti así como otros teatros, locales y centros culturales; también  en festivales de jazz dentro y fuera del país, como el Buenos Aires Jazz; Mar del Jazz, en Asunción Paraguay y Lapataia, en Punta del Este; en el concierto brindado en el III Congreso Internacional de la Lengua Española en Rosario y en  el Festival Homenaje a Julio Cortázar en Buenos Aires, ambos en 2004, además de distintos programas televisivos.
Formó parte durante dos décadas el trío del pianista y organista Jorge Navarro. Tocó con Horacio Larumbe, Fats Fernández, Baby López Fürst, Gustavo Bergalli, Jorge Anders, Pocho Lapouble, Santiago Giacobbe, Alfredo Wülff, Rodolfo Alchourron, Sergio Mihanovich, Eduardo Casalla,  Gato Barbieri, Chivo Borraro, Dino Saluzzi y los bateristas Néstor Astarita y Osvaldo López, entre otros, y también con figuras extranjeras que actuaron en Argentina, como Milt Jackson, Michel Legrand y Kenny Dorham. 
Como promotor y empresario impulsó clubes nocturnos como El Fonógrafo; La Oreja y Jazz y Pop. Este último lo creó hacia 1978 con Néstor Astarita y Gustavo Alessio en Chacabuco 508 con la idea de favorecer la presencia del jazz en la escena porteña. Hasta que cerró hacia 1984, se escucharon allí músicos y conjuntos del nivel de Chick Corea, Carmen McRae, Baby López Furts, Pocho Lapouble, el Mono Villegas, Jorge Navarro, Fat's Fernández, Horacio Larumbe, Dino Saluzzi, el Mono Fontana, Jorge Dalto, Santiago Giacobbe, Lois Blue, Roberto Junior Cesari, Hermeto Pascoal, Memphis, Litto Nebbia, Rubén Rada,  Lito Epumer y Javier Martínez. Años después, en junio de 2008, lo reabrió en la calle Paraná, adonde concurría casi a diario.
Cuando Lito Nebbia inició el sello Melopea, González que siempre se interesó por el rescate de gente talentosa que, por el maltrato comercial empresarial o el ambiente del espectáculo, pudieran no ser reconocidos, empezó a aportarles cintas con muy buenas interpretaciones que tenía de actuaciones en vivo, que la nueva empresa pudo remasterizar y conservar.
Jorge González falleció repentinamente en su casa del barrio de Caballito en Buenos Aires el 7 de diciembre de 2013.

## Valoración
Era un amante apasionado del jazz, uno de los contrabajistas más importantes de la escena del jazz nacional, un excelente músico de jazz, gran tempista, que luego se fue introduciendo en todas las posibles fusiones que nacieron… No sólo buen compañero, sino dedicado a la labor en forma total. Siempre tratando de ensayar, así como también de apostar por todo lo que fuera un nuevo sonido que podía surgir sobre la base de la amistad.